# イディオマティック (競走馬)
イディオマティック（Idiomatic）は、アメリカ合衆国の競走馬。
主な勝ち鞍は2023年のパーソナルエンスンステークス、 2023年・2024年のスピンスターステークス連覇、ブリーダーズカップディスタフ、2024年のラトロワンヌステークス。

## 概要

### 3歳（2022年）
4月2日のターフウェイパーク競馬場の未勝利戦にてマヌエル・フランコを背にデビューして初勝利を挙げる。
続く5月6日のチャーチルダウンズ競馬場の条件戦は3着とした。
その後は12月7日のターフウェイパーク競馬場の条件戦にジョー・タラモを背に3着となった。

### 4歳（2023年）
1月4日のターフウェイパーク競馬場の条件戦でクリス・ランデロスを背に勝利を挙げる。2月16日のターフウェイパーク競馬場の条件戦も勝利して連勝。3月25日のターフウェイパーク競馬場の条件戦でも勝利して、年明けから3連勝とした。
その後は5月6日のラフィアンステークス(G2)にトレヴァー・マッカーシーを背に出走するも2着に敗れた。
6月3日のショーニーステークス(G3)では鞍上にフローレン・ジェルーを迎えて出走して勝利。グレード競走初制覇を果たした。
続いて7月8日のデラウェアハンデキャップ(G2)に1番人気で出走。発馬は今一つとなり、後方2番手からの競馬となる。しかし道中で内から徐々に位置取りを上げていって、第3コーナーのところで外に持ち出すと楽な手応えで一気に先頭に立つ。直線では粘るクラッシーエディションと叩き合いとなり、長いあいだ続くも最後はこれをアタマ差で制してグレード競走連勝とした。
8月25日のパーソナルエンスンステークス(G1)には3番人気で出走。最内枠から順調にハナに立つと1馬身ほどの間隔を保ったまま後続を牽引。そのまま直線に入るとシークレットオースが捕らえに掛かるも逆に突き放して4馬身差で逃げ切り勝利。グレード競走3連勝でG1初制覇を果たした。
10月8日のスピンスターステークス(G1)では、好発馬からハナを切って後続を先導。直線に入っても一人旅のままであり、最後は流す余裕を見せて2着のレダヴィーダに4馬身1/4差を付けて勝利。圧巻の走りでグレード競走4連勝とした。
11月4日のブリーダーズカップ・ディスタフ(G1)では、単勝オッズ2.8倍の1番人気の支持を受けて出走。逃げるランダマイズドから差のない2番手を追走。隊列そのまま2頭がほぼ並んで直線に入ると、イディオマティックが僅かに前に出て、ランダマイズドも追い縋るも半馬身差で振り切って勝利。1番人気に応えて、G1競走3連勝を含む破竹の5連勝を果たした。
翌2024年1月26日に発表されたエクリプス賞で最優秀ダート古牝馬に選出された。

### 5歳（2024年）
約半年ぶりの実戦となった、5月3日のラトロワンヌステークス(G1)に1番人気で出走。5頭立ての2番手という好位を確保すると、第3コーナーのところで早くも逃げ馬に内から並び掛ける。そのまま先頭に立って直線に入ると、後続を寄せ付けずに2着のフリーライクアガールに3馬身3/4差を付けて勝利。久しぶりの実戦でも健在を証明する走りで人気に応えてG1競走4連勝とした。
続いて6月8日のオグデンフィップスステークス(G1)では3・4番手の追走から第3コーナーで上がり、直線では逃げるランダマイズドとの叩き合いとなるも首の上げ下げでアタマ差の2着。グレード競走連勝は6で止まった。
7月20日のモリ―ピッチャーステークス(G3)では断然の1番人気で出走。好発馬を切るとハナに立って流れを握る。後続を引き付ける逃げを打ったが、第3コーナーのところで外から捲ってきたソウルオブアンエンジェルに並ばれてしまう。直線では後続を引き離して2頭での叩き合いとなり、ソウルオブアンエンジェルが前に出るも、ゴール寸前のところで差し返してアタマ差で競り勝った。
8月23日のパーソナルエンスンステークスでは道中2番手追走から3コーナー手前で一旦は先頭に立つも、ゴール前で中団から追い込んできたレイジングシーに頭差交わされて2着に敗れる。10月6日のスピンスターステークスでは好スタートから先手を取りレースを引っ張ると、最後の直線で後続に6馬身半の差をつけ圧勝し連覇を達成するとともにG1競走5勝目を挙げた。この後、連覇がかかるブリーダーズカップ・ディスタフに向けて調整されていたが10月25日の調教前に左膝の負傷が発覚したため、現役を引退することになった。

## 血統表
| イディオマティックの血統  | イディオマティックの血統                | イディオマティックの血統                | （血統表の出典）                        | （血統表の出典） |
| 父系                      | ミスタープロスペクター系                | ミスタープロスペクター系                | ミスタープロスペクター系                |                  |
| 父 Curlin 栗毛 2004       | 父の父Smart Strike 鹿毛 1992            | Mr. Prospector                          | Raise a Native                          | Raise a Native   |
| 父 Curlin 栗毛 2004       | 父の父Smart Strike 鹿毛 1992            | Mr. Prospector                          | Gold Digger                             |                  |
| 父 Curlin 栗毛 2004       | 父の父Smart Strike 鹿毛 1992            | Classy 'n Smart                         | Smarten                                 | Smarten          |
| 父 Curlin 栗毛 2004       | 父の父Smart Strike 鹿毛 1992            | Classy 'n Smart                         | No Class                                |                  |
| 父 Curlin 栗毛 2004       | 父の母Sherriff's Deputy 鹿毛 1994       | Deputy Minister                         | Vice Regent                             | Vice Regent      |
| 父 Curlin 栗毛 2004       | 父の母Sherriff's Deputy 鹿毛 1994       | Deputy Minister                         | Mint Copy                               |                  |
| 父 Curlin 栗毛 2004       | 父の母Sherriff's Deputy 鹿毛 1994       | Barbarika                               | Bates Motel                             | Bates Motel      |
| 父 Curlin 栗毛 2004       | 父の母Sherriff's Deputy 鹿毛 1994       | Barbarika                               | War Exchange                            |                  |
| 母 Dam Lockdown 鹿毛 2014 | 母の父First Defence 鹿毛 2004           | Unbridled's Song                        | アンブライドルド                        | アンブライドルド |
| 母 Dam Lockdown 鹿毛 2014 | 母の父First Defence 鹿毛 2004           | Unbridled's Song                        | Trolley Song                            |                  |
| 母 Dam Lockdown 鹿毛 2014 | 母の父First Defence 鹿毛 2004           | Honest Lady                             | Seattle Slew                            | Seattle Slew     |
| 母 Dam Lockdown 鹿毛 2014 | 母の父First Defence 鹿毛 2004           | Honest Lady                             | Toussaud                                |                  |
| 母 Dam Lockdown 鹿毛 2014 | 母の母Rising Tornado 鹿毛 2005          | Storm Cat                               | Storm Bird                              | Storm Bird       |
| 母 Dam Lockdown 鹿毛 2014 | 母の母Rising Tornado 鹿毛 2005          | Storm Cat                               | Terlingua                               |                  |
| 母 Dam Lockdown 鹿毛 2014 | 母の母Rising Tornado 鹿毛 2005          | Silver Star                             | Zafonic                                 | Zafonic          |
| 母 Dam Lockdown 鹿毛 2014 | 母の母Rising Tornado 鹿毛 2005          | Silver Star                             | Monroe                                  |                  |
| 母系(F-No.)               | Remembrancer Mare(FN:8-f)               | Remembrancer Mare(FN:8-f)               | Remembrancer Mare(FN:8-f)               | [ § 2 ]          |
| 5代内の近親交配           | Northern Dancer：S5×M5, Sir Ivor：S5×M5 | Northern Dancer：S5×M5, Sir Ivor：S5×M5 | Northern Dancer：S5×M5, Sir Ivor：S5×M5 | [ § 3 ]          |
| 出典                      | 1. 2. 3.                                | 1. 2. 3.                                | 1. 2. 3.                                | 1. 2. 3.         |

- 世界的名門牝系であるベストインショウ一族の出身で、主な近親にザール、シスキンがいる。